# Stenamma owstoni
Stenamma owstoni är en myrart som beskrevs av Wheeler 1906. Stenamma owstoni ingår i släktet Stenamma och familjen myror. Inga underarter finns listade i Catalogue of Life.